# PPAR

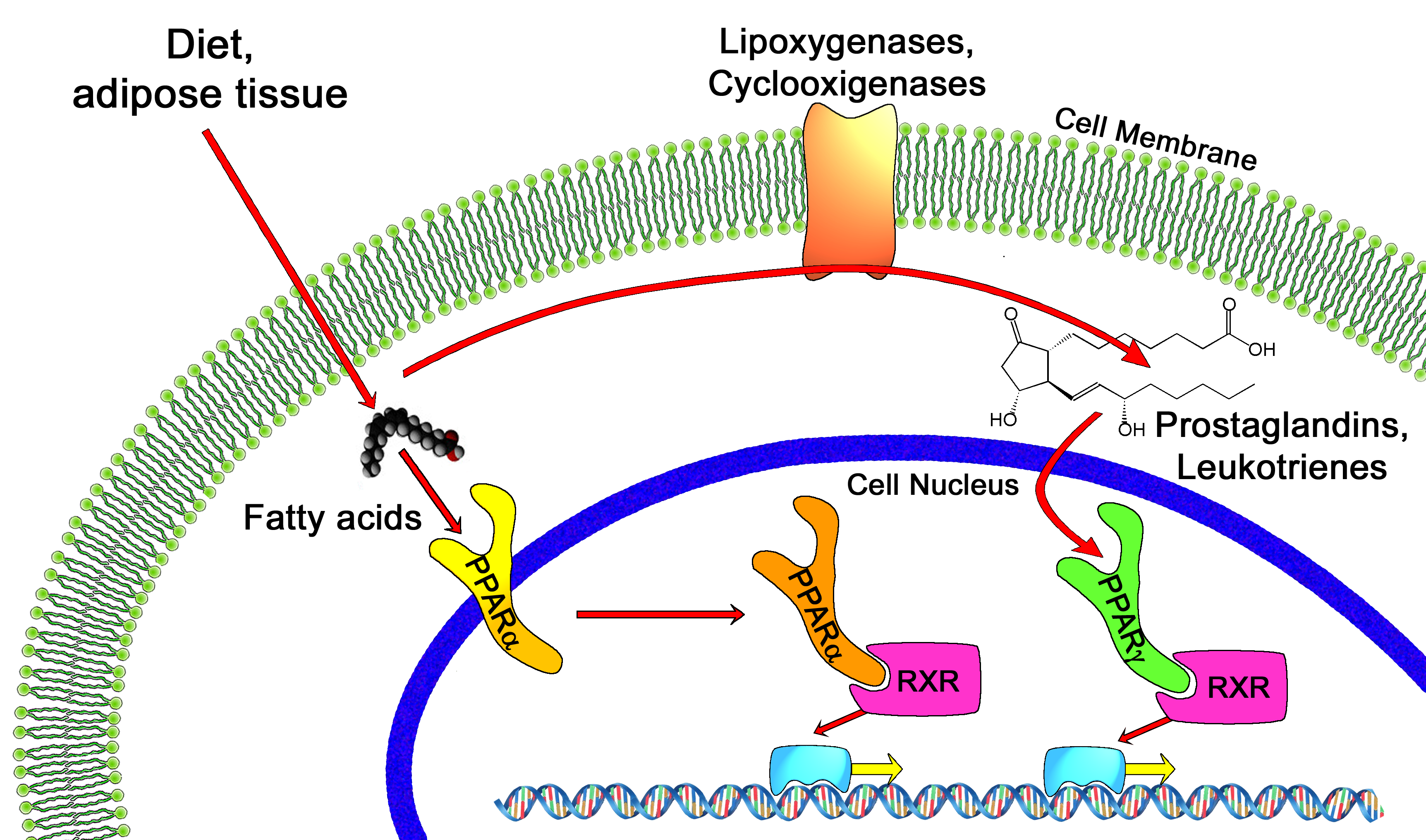
PPARの働き

細胞生物学においては、peroxisome proliferator-activated receptor (PPAR:邦訳は確定的ではないが、「ペルオキシゾーム増殖剤応答性受容体」など)は殆どの脊椎動物において発現している核内受容体の一種のことである。細胞内のペルオキシゾームの増生を誘導するレセプターとしてアフリカツメガエルにおいて初めて発見され炭化水素、脂質、タンパク質等の細胞内代謝と細胞の分化に密接に関与している転写因子群であるとされている。

## PPAR-α
- PPAR-αは遊離脂肪酸やロイコトリエンB4などを生理的なリガンドとして活性化され、ペルオキシゾームの増生を通じて血中トリグリセリド濃度の低下を導く。
  - 外因性リガンドとしてはフェノフィブラート（英: Fenofibrate）、ベザフィブラート（英: Bezafibrate）、クロフィブラート（英: Clofibrate）などのいわゆるフィブラート（英: Fibrate）系の薬物がある。
  - 脂肪酸のβ酸化に関与する多くの遺伝子の調整を行っていると考えられている。
  - この作用ゆえ，高脂血症改善薬の主要な標的となっている。
- 発現臓器は骨格筋・心臓・肝臓・腎臓などがある。

## PPAR-γ
- PPAR-γは3つのフォームが知られている
  - PPAR-γ1は心臓・筋肉・結腸・腎臓・膵臓・脾臓を含む多くの組織で発現している。
  - PPAR-γ2はPPAR-γ1よりも30アミノ残基だけ長く、主に脂肪組織に発現している。
  - PPAR-γ3はマクロファージ・大腸・白色脂肪組織で発現している。
- PPAR-γはプロスタグランジンJ2を生理的リガンドとして活性化され、筋肉でのグルコース取り込みを活性化する。
  - 外因性リガンドとしてはトログリタゾンやピオグリタゾンのようないわゆるチアゾリジン系の薬剤がある。
  - PPAR-γは組織のインスリン感受性を亢進させるといわれており、糖尿病治療のターゲットの一つとなっているほか、免疫過程への関与も指摘されている。